# 蛇泡筋
蛇泡筋（学名：Rubus cochinchinensis）是蔷薇科悬钩子属的植物。分布于老挝、泰国、越南、柬埔寨以及中国大陆的广西、广东等地，生长于海拔2,050米至2,400米的地区，多生长于低海拔至中海拔灌木林中常见，目前尚未由人工引种栽培。

## 别名
越南悬钩子（海南植物志）、 鸡足刺、猫枚筋（广东、海南）